# Ogcodes adaptatus
Ogcodes adaptatus är en tvåvingeart som beskrevs av Evert I. Schlinger 1960. Ogcodes adaptatus ingår i släktet Ogcodes och familjen kulflugor. Inga underarter finns listade i Catalogue of Life.